# VIII Festival Mundial de la Juventud y los Estudiantes
El VIII Festival Mundial de la Juventud y los Estudiantes (FMJE) se celebró en 1962 en Helsinki, capital de Finlandia. 
La Federación Mundial de la Juventud Democrática organizó este festival junto con la Unión Internacional de Estudiantes.
Finlandia fue el segundo país, después de Austria, en albergar el evento a pesar de ser un estado no alineado. El festival acabó costando 247 millones de marcos (4,9 millones de euros de 2013). 
Se planificaron más de 1.000 eventos como parte del festival, y sus asistentes recibieron comida y alojamiento gratuito en Helsinki.  
Asistieron unas 18.000 personas de 137 países. Fue el evento más grande organizado en Helsinki desde los Juegos Olímpicos de Verano de 1952. Según los periódicos locales, hubo al menos 40.000 personas presentes en el evento de clausura del festival. El cosmonauta soviético Yuri Gagarin asistió notablemente al festival.
Para muchos jóvenes finlandeses, el festival fue la primera oportunidad de conocer a jóvenes de países socialistas y países en desarrollo fuera de Europa. 
El lema del festival fue: "Por la Paz y la Amistad".

## Reacción nacional
El festival no fue particularmente popular entre los líderes de Finlandia. El presidente Urho Kekkonen pasó casi todo el festival en su casa de verano en Kultaranta. 
De los partidos políticos finlandeses, solo la Liga Democrática Popular Finlandesa, el Partido Comunista de Finlandia y la Unión Socialdemócrata de Trabajadores y Pequeños Propietarios estaban entusiasmados con el festival. Más tarde, sin embargo, el presidente Kekkonen asistió en persona a uno de los eventos del festival. 
Los medios locales guardaron silencio sobre el festival a excepción de Hufvudstadsbladet, que adoptó una postura neutral, y los periódicos de la FPDL, CPF y SFUWS. 
El periódico oficial del festival, Helsinki Youth News, se imprimió en las imprentas de Demokraatti, Helsingin Sanomat y Uusi Suomi.

## Oposición
El Gobierno federal de los Estados Unidos presionó al gobierno finlandés para que no permitiera la celebración del festival en Finlandia. Cuando este intento fracasó, Estados Unidos organizó un contrafestival junto con el Reino Unido. 